# Bubble Trouble (videogioco 1987)
Bubble Trouble è un videogioco pubblicato nel 1987 per Commodore 16 e Atari 8-bit dalla Players, un'etichetta della Interceptor Software. Si controlla una bolla d'aria sotto l'acqua di una vasca da bagno, cercando di evitare pericoli e catturare altre bolle.
Secondo la rivista Computer Gamer era vagamente ispirato all'arcade Bubbles.

## Modalità di gioco
La schermata di gioco mostra una visuale fissa di una vasca da bagno piena in sezione. Il giocatore controlla una bolla sott'acqua con l'aspetto di una faccina sorridente. I comandi sono limitati agli spostamenti a destra e sinistra e verso il basso; non c'è un comando verso l'alto perché la bolla tende spontaneamente a galleggiare quando non viene spinta in giù.
Ogni tanto dal fondo della vasca sale una bolla più piccola e l'obiettivo è raccoglierne 9, a quel punto la bolla è cresciuta abbastanza (secondo il manuale, ma non si ingrandisce alla vista) da volare verso la libertà e il livello successivo.
Bisogna evitare, pena la perdita di una vita, due mostricciattoli che vagano sott'acqua casualmente, e la spazzola da bagno o lo shampoo che ogni tanto cadono dall'alto sulla posizione attuale del protagonista, toccano il fondo e ritornano su. Allo stesso modo può cadere e ritornare anche una saponetta, ma in questo caso non è un pericolo bensì un bonus di punti da raccogliere.
Dal fondo della vasca salgono anche, numerose e in continuazione, delle bolle molto piccole, praticamente dei puntini neri, che se toccate fanno perdere una delle bolle buone già raccolte.
In alcuni livelli è presente un ragno che ogni tanto si cala con il filo sott'acqua.
Ogni livello ha inoltre un limite di tempo.
Il gioco è costituito da livelli sempre più difficili, che variano visibilmente solo nei colori e in parte negli avversari presenti. Sulla superficie dell'acqua c'è anche una paperella di gomma, apparentemente solo decorativa, che in alcuni livelli sta ferma e in altri si muove. All'inizio di ogni livello c'è una breve animazione che mostra il riempimento della vasca, e alla fine c'è lo svuotamento.

## Accoglienza
Bubble Trouble era un semplice gioco a basso costo che di solito lasciò soddisfatta la critica europea, con voti complessivi pari a 7/10 o circa equivalenti.
Per la rivista Aktueller Software Markt era uno dei migliori giochi per Commodore 16 in circolazione.
Anche Retro Gamer lo ricorda in retrospettiva come un gioco per C16 difficile ma avvincente.
Un giudizio molto negativo venne invece da Computer Gamer, che lo ritenne eccessivamente semplice e piuttosto noioso (voto 27% alla versione Atari).